# Cloudveil Dome
Der Cloudveil Dome ist ein Berggipfel im Grand-Teton-Nationalpark im Westen des US-Bundesstaates Wyoming. Er hat eine Höhe von 3666 m und ist Teil der Teton Range in den Rocky Mountains. Er befindet sich in der Cathedral Group, einem Bergstock, der die höchsten Gipfel der Teton Range zwischen den Schluchten Cascade Canyon und Avalanche Canyon umfasst. Der Cloudveil Dome liegt unmittelbar zwischen Nez Perce Peak im Osten und South Teton im Westen, der Middle Teton liegt weniger als einen Kilometer nördlich. Er erhebt sich nördlich über den Lake Taminah im Avalanche Canyon und südlich über den Garnet Canyon. Als kleiner Nebengipfel des vom Nez Perce Peak zum South Teton führenden Grat wird er oftmals übersehen und aufgrund vieler anderer bekannter Routen auch selten bestiegen. Trotzdem führen mehrere anspruchsvolle Kletterrouten besonders über die Südflanke auf den Gipfel.

## Belege
1. ↑  Geonames: Cloudveil Dome. Abgerufen am 7. Mai 2021.
2. ↑  Peakbagger: Cloudveil Dome. Abgerufen am 7. Mai 2021.
3. ↑  Naturalatlas: Cloudveil Dome. Abgerufen am 7. Mai 2021 (englisch).
4. ↑  Summitpost: Cloudveil Dome : Climbing, Hiking & Mountaineering. Abgerufen am 7. Mai 2021.